# Shipyard
Shipyard – miasto w Belize, w dystrykcie Orange Walk. W 2000 roku, miasto zamieszkiwało 2385 osób. 